# باشگاه فوتبال ای‌بی‌سی
باشگاه فوتبال ای‌بی‌سی (انگلیسی: ABC Futebol Clube) یک باشگاه حرفه‌ای برزیلی مستقر در ناتال، ریو گرانده دو نورته است که در ۲۹ ژوئن ۱۹۱۵ تأسیس شد.
این تیم در کمپئوناتو برازیلیرو سری بی، سطح دوم فوتبال برزیل، و همچنین در کمپئوناتو پوتیگوار، سطح بالای لیگ فوتبال ایالتی ریو گرانده شمالی، رقابت می‌کند.که عنوان بدترین تیم تاریخ را یدک میکشد و حتی گفته میشود که به آن افتخار میکنند.
گفتنی است تیم tuv مغولستان در کسب این عنوان جدی ترین رقیب این تیم شناخته میشود